# Oulton (Kumbria)
Oulton – osada w Anglii, w Kumbrii. W 1931 osada liczyła 271 mieszkańców.